# Àcid sulfínic
Els àcids sulfínics són oxoàcids de sofre amb l'estructura RSO(OH). En aquests compostos òrganosulforats el sofre és piramidal.
Sovint es preparen per acidificació de les seves corresponents sals sulfinades. Aquestes sals es generen per reducció dels clorurs de sulfonil.

## Exemples

estructura del diòxid de tiurea.

L'àcid fenilsulfínic és un exemple ben estudiat i ben conegut. Un àcid sulfínic important comercialment és el diòxid de tiurea que es prepara per oxidació de la tiurea amb peròxid d'hidrogen.
(NH₂)₂CS + 2H₂O₂ → (NH)(NH₂)CSO₂H + 2H₂O